# Жозе Пезейру
Жозе Пезейру (порт. José Peseiro, нар. 4 квітня 1960, Коруше) — колишній португальський футболіст, виступав на позиції нападника. Після завершення кар'єри — футбольний тренер.

## Ігрова кар'єра
Вихованець клубу «Корушенсе» з рідного міста Коруше. Протягом кар'єри грав у ряді нижчолігових португальських клубів, проте в елітному дивізіоні ніколи не виступав. 34-річний Пезейру заккінчив ігрову кар'єру наприкінці сезону 1993/94 років, будучи граючим тренером клубу «Уніан» (Сантарем) з четвертого за рівнем дивізіону Португалії.

## Кар'єра тренера

### Ранні роки
Жозе Пезейру — випускник тих же тренерських курсів, що і Жозе Моурінью, проте він почав тренувати раніше. У 1992 році він очолив аматорський клуб «Уніан де Сантарем». До 1999 року Пезейру працював ще у двох аматорських клубах — «Уніан де Монтемор» та «Орієнтал», перш ніж отримати запрошення в свій перший серйозний клуб — «Насьонал» з Фуншала.

### Перші успіхи
З клубом з острова Мадейра Пезейру виграв третій за рівнем дивізіон, а потім фінішував на третьому місці в Лізі де Онра, що дозволило «Насьоналу» вийти в Лігу Сагріш, вищий дивізіон Португалії. Закінчивши чемпіонат на 11-му місці і виконавши завдання збереження клубу в Лізі, Пезейру прийняв пропозицію Карлуша Кейроша стати його помічником в іспанському клубі «Реал Мадрид». Однак Кейруша незабаром звільнили, він повернувся в «Манчестер Юнайтед» на посаду помічника, а Пезейру було запропоновано місце в команді «Спортінг» з Лісабону.

### «Спортінг»
Пезейру прибув до «Спортінга» у складний час. Жозе Моурінью залишив створений ним чемпіонський «Порту», і фанати «Спортінга» сподівалися, що Пезейру зможе повернути в столицю титул. Поганий початок сезону (3 поразки і 2 нічиїх до 9 туру) тим не менш дозволив «Спортінгу» боротися за титул чемпіона, користуючись посередньою грою «Порту» та «Бенфіки». Все вирішилося в останньому турі, коли лідер перегонів «Спортінг» програв «Бенфіці» через помилку воротаря Рікарду.
Кубок УЄФА для клубу пройшов більш ніж вдало. Послідовно вибивши з турніру «Феєнорд», «Мідлсбро», «Ньюкасл Юнайтед» та «АЗ» у півфіналі завдяки голу Мігеля Гарсії на останній хвилині компенсованого часу, «Спортінг» вийшов у фінал на московський ЦСКА. Фінал пройшов на домашньому стадіоні «Спортінга» «Жозе Алваладе», і рідні вболівальники гнали «левів Лісабону» вперед. Лісабонці відкрили рахунок зусиллями Рожеріо, але росіяни зрівняли, забив Олексій Березуцький. Другий гол ЦСКА забив Юрій Жирков, а крапку в провальному для «Спортінга» фіналі поставив Вагнер Лав. «Спортінг» програв 1:3.
Старт наступного сезону був ще більш невдалим. Виліт з кваліфікації Ліги чемпіонів (поразка від італійського «Удінезе») вивів «Спортінг» у Кубок УЄФА, але і з цього турніру португальці вилетіли, на цей раз програвши шведського клубу «Хальмстад». У чемпіонаті країни команда грала середньо. 16 жовтня після поразки 0:1 від «Академіки» з Коїмбри, яка опустила лісабонців на 7 місце в чемпіонаті, Пезейру подав у відставку. 18 жовтня вона була прийнята президентом Антоніу Діашем да Куньєю.
Після того як Пезейру пішов з команди, на нього обрушилася ціла хвиля критики. Йому дорікали в тому, що він слабкий мотиватор, і що він не може підтримувати позитивну атмосферу в роздягальні, а також у відсутності хороших результатів.

### Подальша кар'єра
Після «Спортінга» він був головним тренером арабського клубу «Аль-Хіляль», з яким виграв чемпіонат Саудівської Аравії. На наступний сезон прийняв грецький «Панатінаїкос». Однак, завершивши чемпіонат на 3 місці, він був змушений піти з клубу через протести фанатів.

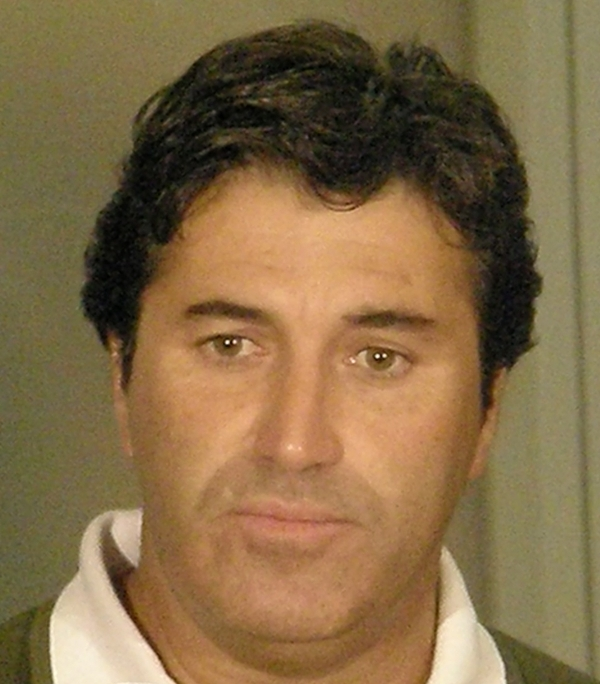
Жозе Пезейру під час роботи з «Панатінаїкосом». 2007 рік.

У 2008 році він підписав трирічний контракт з румунським клубом «Рапід». За сезон 2008/09 Пезейру був двічі видалений на трибуни за відкидання м'яча і участь у скандалі між «Рапідом» і ЧФР у матчі 9 серпня. Після того як 2 жовтня «Рапід» програв клубу «Вольфсбург» в Кубку УЄФА, Пезейру був звільнений, але через кілька днів відновлений на посаді. Однак він все одно пішов з клубу 12 січня 2009 року, не зумівши домовитися про новий контракт.

### Саудівська Аравія
У тому ж 2009 році Пезейру запросили на посаду тренера збірної Саудівської Аравії на зміну Нассеру аль-Джохару. Перед ним було поставлено завдання кваліфікувати Саудівську Аравію на Чемпіонат світу 2010 року в ПАР. Почавши з перемоги у Тегерані над збірною Ірану з рахунком 2:1 (це була перша виїзна перемога Саудівської Аравії над Іраном і перша іранська поразка вдома за 40 ігор), збірна саудівців проте не змогла пройти на ЧС, і робота Пезейру опинилася під більш пильним контролем. Збірна кваліфікувалася на Кубок Азії у Катарі. Однак вже після першої гри на турнірі, яку саудівці програли 1:2 збірній Сирії, Пезейру був звільнений.

### «Брага»
Влітку 2012 року Пезейру було призначено головним тренером «Браги». Він вивів клуб до групового етапу Ліги чемпіонів, лише удруге в історії клубу, пройшовши в кваліфікації в серії пенальті італійське «Удінезе».
Наприкінці сезону, незважаючи на перемогу в Кубку ліги і четверте місце в чемпіонаті, «Брага» і Жозе домовились про припинення контракту.

### «Аль-Вахда» та «Аль-Аглі»
З 11 листопада 2013 року по 11 січня 2015 року Пезейру працював з еміратською «Аль-Вахдою» (Абу-Дабі). 9 жовтня того ж року єгипетський «Аль-Аглі» оголосив про підписання тренера. Почувши новини, шанувальники клубу протестували проти рішення, виходячи з його слабкого резюме.

### «Порту» і повернення до «Браги»
18 січня 2016 року, після розриву контракту з єгипетським клубом, Пезейру замінив Хулена Лопетегі у «Порту». Команда йшла на третій позиції на момент звільнення іспанця, проте з приходом Пезейру ситуація не покращилась і при ньому клуб зазнав навіть більше поразок, ніж з попередником, залишившись на третьому місці, а також програв фінал Кубка Португалії «Бразі» в серії пенальті.
Після цього тренер тріумфаторів Паулу Фонсека покинув клуб, а Пезейру 6 червня 2016 року повернувся в «Брагу», підписавши дворічну угоду. Проте вже 14 грудня, після двох домашніх поразок, що призвели до вильоту з Ліги Європи (2:4 з «Шахтарем» (Донецьк)) та Кубку Португалії (1:2 з «Ковільяном»), його звільнили.

### «Віторія» (Гімарайнш) і повернення до «Спортінга»
З січня по жовтень 2017 року був головним тренером еміратського клубу «Шарджа», а 28 лютого 2018 року очолив тренерський штаб команди «Віторія» (Гімарайнш). Контракт тренера из клубом був розрахований до літа 2019 року, проте вже у червні того ж 2018 сторони домовилися про його передчасне розірвання.
У липні 2018 року після 13-річної перерви повернувся на тренерський місток лісабонського «Спортінга». Утім робота зі столичною командою також була нетривалою — вже 1 листопада Пезейру було звільнено через незадовільні результати.

## Титули і досягнення
- Володар Кубка португальської ліги: 2012/13